# Месомели
Месомели (итал. Mussomeli) је насеље у Италији у округу Калтанисета, региону Сицилија.
Према процени из 2011. у насељу је живело 9818 становника. Насеље се налази на надморској висини од 767 м.

## Становништво
Према резултатима пописа становништва 2011. у општини је живело 11.010 становника.
| 1931.  | 1936.  | 1951.  | 1961.  | 1971.  | 1981.  | 1991.  | 2001.  | 2011.  |
| ------ | ------ | ------ | ------ | ------ | ------ | ------ | ------ | ------ |
| 12.687 | 14.014 | 15.872 | 14.627 | 11.762 | 11.342 | 11.537 | 11.547 | 11.010 |